# 푸에르타 데 보아디야역
푸에르타 데 보아디야 역(스페인어: Puerta de Boadilla)은 마드리드 경전철 3호선의 시종착역이다. 마드리드 지방 보아디야델몬테 시의 시글로베인티우노 지역에 있는 비르헨 데 라 파스 로터리에 위치해 있다. 요금구역상으로는 B2구역에 속한다.

## 역사
2007년 7월 27일 마드리드 경전철 3호선의 개통과 함께 시종착역으로 문을 열었다. 개통 당시에는 작은 버스 정류장이 역 부근에 위치해 있었으나 현재는 이 지역을 지나는 노선이 없어 폐쇄되었다.

## 환승 정보
이 역 주변에는 버스 정류장이 없다.
경전철
| 마드리드 경전철                  | 마드리드 경전철       | 마드리드 경전철 |
| -------------------------------- | --------------------- | --------------- |
| 인판테 돈 루이스 콜로니아 하르딘 | 마드리드 경전철 3호선 | 시·종착역       |